# Old Shootterhand
Old Shootterhand je debutové sólové album skladatele, textaře a lídra skupiny Tichá dohoda Dana Šustra. 

## Popis alba
Album obsahuje celkem 10 původních skladeb, u nichž je Šustr výhradním autorem hudby i textů a většinu nástrojů si na ní natočil sám.
Jako hosté vystupují na albu zpěvačka Tiché dohody Zuzana Vintrová (9) a Viktorie Horáková (7), violoncellistka Jana Gabrielová (7 a 10) a basista Tiché dohody Michal Šerák (4,5 - kontrabas a 10 - baskytara).
Album vyšlo 17. 5. 2019 na CD a  1. 11. 2019 na vinylu a je dostupné i na elektronických platformách.
Název alba byl inspirován Šustrovým facebookovým nickname.
V roce 2021 vytvořil Dan Šustr z Old Shootterhanda rovněž fiktivní literární postavu ve své knize Majn Kochbuch.